# Valhalla (film)
 For alternative betydninger, se Valhalla. (Se også artikler, som begynder med Valhalla)
Valhalla er en dansk spillefilm fra 2019 instrueret af Fenar Ahmad. Filmen er baseret på tegneserien af samme navn fra 1979, som i 1986 blev omdannet til tegnefilm.
Den havde premiere den 10. oktober, og den modtog blandede anmeldelser.

## Medvirkende
- Roland Møller som Thor
- Dulfi Al-Jabouri som Loke
- Jacob Ulrik Lohmann som Tyr
- Stine Fischer Christensen som Frigg
- Asbjørn Krogh Nissen som Odin
- Bjørn Fjæstad som Far
- Andreas Jessen som Balder
- Sanne Salomonsen som Elle
- Ali Sivandi som Skrymer
- Saxo Moltke-Leth som Tjalfe
- Reza Forghani som Quark
- Salome R. Gunnarsdóttir som Freja
- Amalie Bruun som Brage
- Lára Jóhanna Jónsdóttir som Sif
- Patricia Schumann som Mor
- Uffe Lorentzen som Udgårds Loke
- Emma Rosenzweig som Jættedronningen
- Cecilia Loffredo som Røskva

## Modtagelse
Filmen modtog blandede anmeldelser.
B.T. gav fire ud af seks stjerner, og det samme gjorde soundvenue, der skrev at filmen var " fryd for øjet.". DR's Per Juul Carlsen gav fire ud af seks stjerner og skrev det "i det store hele lykkedes Fenar Ahmad og co. at opdatere 'Valhalla' til 2019."
Jyllands-Posten og Berlingske gav tre ud af seks stjerner.
Filmmagasinet Ekko gav to ud af seks stjerner og det samme gjorde Politiken, der skrev at filmen var en "tyndbenet kulissefilm, der ikke kan bære tyngden af sin egen alvor" og at den "skuffer fælt".
Valhalla solgte 11.379 billetter i åbningsweekenden, og den havde solgte 44.364 billetter den 25. otkober. Til sammenligning solgte Ahmads forrige film Underverden (2017) 173.567 billetter.